# Хозрев-Мирза
Хозрев-Мирза (Хосрев-Мирза, Хосров-мирза; перс. خسرو میرزا‎, 1813, Тебриз — 1875, Тегеран) — персидский принц, 7-й сын наследника престола Аббас-Мирзы.
Его дед шах Фетх Али-шах послал его в Санкт-Петербург с извинениями после убийства в январе 1829 года русского посла в Тегеране Александра Грибоедова и членов русской миссии — для избежания войны с русскими и улаживания дипломатического скандала. В возмещение пролитой крови он привез Николаю I богатые дары, в их числе был алмаз «Шах».

## Биография

### Детство и юность
Эмир-заде, то есть младший принц крови. Согласно персидской биографии Хозрева, написанной принцем Надир-мирзой, он родился весной 1228 года хиджры (1813 года н. э.) в тавризском дворце и был вторым сыном второй законной жены наследника Аббас-мирзы, Хурдеханум, которая была дочерью знатного туркменского бека. Первые годы он провёл в гареме с матерью. Ею же Аббасу рождены ещё 3 сына: Джангир-Мирза, Ахмад-Мирза и Мостафа-Голи-Мирза.
В 7 лет он был поручен дядьке Гуссейн-Али-беку. Его обучали ездить верхом и владеть оружием. С 9 лет стал заниматься с учителями — изучал арабский и турецкий языки, разнообразные науки, сочинения великих поэтов Востока и правила приличия. Обнаружил выдающиеся способности в науках, кроме того, считался лучшим наездником при дворе отца. (В 1819-26 годах при дворе наследника Аббас-мирзы в Тавризе находилась российская дипломатическая миссия, секретарем которой до 1821 года состоял Грибоедов, который мог встречать сыновей наследника, в том числе Хозрева-Мирзу).
Весной 1826 года юноша был назначен командиром роты гвардейского батальона, который обучали английские инструкторы. Во время персидско-русской войны 1826—1828 годов находился в свите своего отца, не имея особой должности. Принц был свидетелем крупных поражений персидской армии и наблюдателем мирных переговоров. В июле 1827 года Грибоедов был направлен в лагерь Аббаса при Кара-Зиадине для переговоров, и на этих аудиенциях встречал и молодого принца. Данные переговоры результатов не дали и война продолжилась, пока в октябре генерал-лейтенант Эристов не захватил Тавриз (столицу провинции наследника), и Аббас согласился начать мирные переговоры.
Паскевич назначил наследнику встречу в деревне Дей-Карган, занятой русскими войсками. В своем дневнике генерал записал, что «5 ноября прибыл я в Дей-Карган. На половине дороги встретил меня сын Аббаса-Мирзы, Хозрев-Мирза, нарочно для того своим отцом посланный. Он в довольно далеком от меня расстоянии сошёл с лошади и вообще показывал величайшую учтивость. Разговор наш во всю дорогу состоял почти в одних приветствиях. В Дей-Каргане я проводил его до приготовленной квартиры. Утром 6 ноября Хозрев-Мирза был у меня с визитом и потом отправился к своему отцу». Эта встреча изображена на картине Машкова «Первое свидание Паскевича с Аббас-мирзою в Дей-Каргане 6.11.1827», на которой в числе прочих лиц изображены Хозрев-Мирза и Грибоедов. 8 февраля 1828 мирные переговоры возобновились в деревне Туркманчай. Мир был подписан, причём Хозрев-Мирза с братом Баграм-Мирзой присутствовали при этом. Этому событию посвящена другая картина Мошкова «Заключение мира в Туркманчае 10 февраля 1828 года».
6 октября 1828 года Грибоедов с молодой супругой и всей миссией прибыл в Тавриз, на другой день Аббас-мирза дал ему публичную аудиенцию. Русского посланника приветствовал и Хозрев-Мирза, ставший минувшим летом дипломатическим секретарем своего отца. В начале января наследник написал Паскевичу, что собирается отправиться в феврале в Петербург с дружественным визитом к императору. Хозрев-Мирза должен был сопровождать отца в этой поездки в составе этой свиты. Секретарь наследника Мирза-Сале прибыл в Тифлис к Паскевичу 7 февраля 1829 года с этим посланием, и остался дожидаться там Аббаса. В этот момент произошла трагическая гибель Грибоедова и его посольства.
25 марта 1829 года шах, дед Хозрев-Мирзы, послал наследнику фирман, параллельно уведомив Паскевича: «Ныне мы повелели сыну нашему, Наследнику Персидского престола, отправить к Вашему Сиятельству любезного сына его Хозрев-Мирзу и при оном находиться высокостепенному Мамед-хану, главнейшему из особ Персидской державы, дабы загладить извинением сие происшествие. Хозрев-Мирза подробно объяснит Вам обстоятельства дела, и, по доверенности вашей к нему, все представления его удостоены будут монаршей нашей ратификации». Через несколько дней после получения этого послания принц выступил из Тавриза со свитой, которая состояла из 33 человек. В начале апреля граф Паскевич получил высочайшее разрешение на приезд в Петербург принца крови.
Пушкин, встретивший во время своей поездки тело «Грибоеда», столкнулся и с принцем, направлявшемся в Российскую империю. В 1829 году в «Путешествие в Арзрум» Пушкин рассказывает: «Я пошёл пешком не дождавшись лошадей, и в полверсте от Ананура, на повороте дороги, встретил Хозрев-Мирзу. Экипажи его стояли. Сам он выглянул из своей коляски и кивнул мне головою. Через несколько часов после нашей встречи на принца напали горцы. Услышав свист пуль, Хозрев выскочил из своей коляски, сел на лошадь и ускакал. Русские, бывшие при нём, удивились его смелости…». Также он описывает встречу на пути в Арзрум с персидским поэтом Фазил-ханом, сопровождавшим принца Хозрев-мирзу в его дипломатической поездке в Петербург: «…конвойный офицер объявил нам, что он провожает придворного персидского поэта и, по моему желанию, представил меня Фазил-хану. Я, с помощию переводчика, начал было высокопарное восточное приветствие; но как же мне стало совестно, когда Фазил-хан отвечал на мою неуместную затейливость простою, умной учтивостию <…> Со стыдом принужден я был оставить важно-шутливый тон и съехать на обыкновенные европейские фразы. Вот урок нашей русской насмешливости. Вперед не стану судить о человеке по его бараньей папахе и по крашеным ногтям». Пушкин сделал зарисовки членов миссии (в том числе и принца) в Ушаковском альбоме. Бестужев-Марлинский пишет о том же путешествии принца: «В 1829 году горцы, ободренные отсутствием войск, стали разбойничать на Военно-Грузинской дороге. Перед проездом моим они увели в плен одного доктора; за неделю отбили купеческий табун из-под пушек конвоя и при проезде Хозрев-Мирзы ранили его нукера».

### Посольство в Россию
Денис Давыдов, видимо, не зная этих вышеизложенных обстоятельств, считал, что шах Ирана, испугавшись последствий убийства Грибоедова, «решился послать в С.-Петербург значительное лицо для принесения извинений в качестве жертвенного искупления. Так как в Персии все были убеждены, что наше правительство не замедлит предать в свою очередь смерти высланного сановника и его свиту, то решено было избрать для этого предмета Хозрева-Мирзу, который был не что иное, как чанка, или побочный сын шаха. Хозреву-Мирзе, впоследствии ослеплённому, сделан был, напротив, у нас в России блестящий приём, на который он по своему рождению не имел никакого права и который явно доказывал, сколь мало у нас были известны обычаи Востока».
Посольство состояло из 14 официальных лиц и 28 служителей. В посольство входил Эмир Назам — главнокомандующий всех регулярных войск в Персии. По докладу русских официальных лиц: «Сия особа в сем посольстве важнее самого принца». Опубликована подробная переписка между русскими чиновниками о пути его следования.
Посольство отправилось в путь в начале мая 1829 года, планируя достичь Петербурга в конце июля. От Тифлиса до Новгорода его сопровождал генерал-майор П. Я. Ренненкампф с 3 переводчиками, фельдъегерями и прислугой, от Новгорода до Петербурга и во время пребывания в столице к ним присоединился граф П. П. Сухтелен. Оба должны были вести секретные журналы и ежедневно доносить в Петербург о каждом шаге персидского принца. Посольство следовало через Владикавказ, Екатеринодар, Новочеркасск, Воронеж, Серпухов, Москву.
В Москве посольству отвели усадьбу Разумовских. «В Москве помимо Кремлёвского дворца, Оружейной палаты, Большого театра он посетил Университет, кадетский корпус, архив коллегии иностранных дел и т. д. Кульминацией был визит к матери А. С. Грибоедова, у которой Хозрев-Мирза просил прощения за смерть сына от имени своего народа». Из агентурных записок, представленных в III отделение: «…она никак не ожидала Его приезда! Свидание их было, как сказывают, очень чувствительно и интересно, разумеется, она как мать не могла быть равнодушною, увидя единоземцев народа, который лишил её сына. Принц со слезами у неё просил за них прощения её, чтоб она сказала ему, в чём он может ей быть полезен, жал ей долго руку и в это время слезы катились по лицу Его»
Из описания обеда посольства в гостях у князя Юсупова в Архангельском:
Его Высочество, зная хорошо Европейский при столе обычай, не показал никакого замешательства, но на свиту Его смешно и жалко было смотреть, они, не зная порядочно употребления ножей и вилок и что чем брать должно, от многих блюд отказывались, а Главнокомандующий их регулярными войсками, взявши артишоку и разрезав её ножем, клал частями в рот и жевал вместе с колючими иглами, многие судя по тому, что за одним с ними столом сидел француз, в службе их состоящий, и не хотел показать употребления, заключают из сего, что он не в лучшем с ними расположении. (Донесение Бегичева Бенкендорфу).
После Москвы по приглашению Николая I принц посетил закрытые для публики военные поселения под Новгородом. Пробыв там два дня, посольство прибыло в Петербург. Остановившись в Царском Селе и Петергофе, обсудили подробности торжественной аудиенции в Зимнем дворце, а местом пребывания принца избрали Таврический дворец. Доступ публики для прогулок по саду дворца был разрешён по требованию Хозрев-Мирзы.
Посольство прибыло в Петербург 4 августа 1829 г. и выехало из столицы 6 октября того же года. 10 августа Хозрев-Мирза был удостоен высочайшей аудиенции в Зимнем дворце, на которой вручил Николаю I шахскую грамоту — «извинительное письмо». Были произнесены речи. Выслушав грамоту, царь произнёс: «Я предаю вечному забвению злополучное тегеранское происшествие». Принц и его свита были осыпаны подарками (в их числе 12 орудий новейшего производства). Со своей стороны он поднёс императорскому семейству подарки от персидского шаха, среди которых был большой, в 88,7 каратов, бриллиант Шах, 20 драгоценных манускриптов, два кашемировых ковра, жемчужное ожерелье для императрицы, сабля для наследника Александра и украшения для великих княжон. В свою очередь, Николай I снизил сумму контрибуции, предусмотренной Туркманчайским мирным договором на 2 миллиона рублей (1 курур, или 500 тысяч туманов), а срок выплаты оставшейся суммы контрибуции (2 миллиона рублей) увеличил на 5 лет.
В Москве он снова оказался 23 октября.

### Характер и внешность
Он приковывал всеобщее любопытство: «Во время пребывания его здесь, он часто посещал Театры — Русский и Французский, которые в те дни полны были публикою, жаждущей видеть любимого гостя; счастливая физиогномия его обратила внимание даже самой черни; всегда толпа стояла пред домом, где он имел пребывание, и при выезде его куда-либо сопровождала бегом».
Хозрев-мирзе было 16 лет; по свидетельству современников, он «был среднего роста, строен, имел очаровательные глаза и необыкновенно приятную улыбку; обладал живостью в разговоре, и был замечательно приветлив в обхождении». Петр Каратыгин пишет: «Хозров-Мирза был юноша лет шестнадцати или семнадцати, очень красивый собою; он сделал большой эффект в петербургских обществах; особенно дамы были от него в восхищении и не давали ему проходу на гуляниях». После Каратыгин описывает, как набросал в театральной ложе портрет юноши и был за то вознагражден. «Летом приезжал из Персии Хозрев-Мирза и навёз кучу шалей; при Хозреве была большая свита; он был маленького роста и красивый мужчинка; находили сходство между ним и великой княжной Марьей Николаевной, и на костюмированном бале она была одета по-персидски», — вспоминала А. О. Смирнова.
Долли Фикельмон описывала его в своем дневнике: «У него прелестнейшее лицо, точно у персонажа из арабской сказки или поэмы, роста он небольшого, но довольно гибкий, с грациозными движениями. Очень красивая голова, бархатные глаза, мягкий, меланхоличный взгляд, очаровательная улыбка, изящная и одухотворенная физиономия. На голове небольшая чёрная шапочка, и он носит шальвары. Свита у него довольно многочисленная. Среди них встречаются красивые лица, серьёзные, разумные, но у всех немного дикие глаза. В продолжение двух дней в качестве чрезвычайного посла он принимал всех, кто имеет на это право. Он первым разослал свои визитные карточки послам. На Елагином острове мы видели его гарцующим на коне, и это ему очень к лицу. В театре, где в его честь дали концерт, он заинтересованно, с удовольствием слушал музыку».
Начальник I Отделения майор Брянчанинов докладывал о пребывании принца в Москве:

Жаль описывать дурные стороны, или справедливее назвать минутные слабости Принца, о которых рассказывают, однако же, с достоверностью на примере:
1. Он каким-то образом добыл российский мундир, и в один вечер одевшись, в нем хотел ехать; но сопутствующий ему Генерал-Маиор Рененкампф, советами своими остановил его намерение; однако же ночью он успел в этом же мундире выехать и был на Козихе в публичном доме; на другой день Генерал Рененкампф, узнавши о том, довёл до сведения Военного Генерал-Губернатора, который приехав к Принцу, слегка ему выговаривал его неосторожность, от которой он мог быть болен, давая ему заметить, что ежели он имел надобность, то мог бы сказать; но Принц уверял Князя честным словом, что он ездил из одного только любопытства, и больше ничего, найдя женщин старых и нарумяненых, что ему очень не нравилось.

2. Некто Фольц, человек низких свойств при бедном состоянии своем, имеет большое семейство; каким-то образом удалось ему одну из дочерей своих подвести к Принцу, и она награждена им очень щедро.
По последнему вопросу, покупал ли он девушку за 40 тыс. рублей, даже было произведено специальное расследование, опровергшее слухи.

### Дальнейшая жизнь
В 1832 году иранский премьер-министр Каэм-Макам Фарахани бросил его в тюрьму в Ардебиле. Там он был ослеплён по приказу своего брата шаха Мохаммед-шаха. Его старший единоутробный брат Джангир был подвержен той же участи.
Умер в 1875 году (в 1301 году хиджры).

## Деятельность
- 28.03 (9.04) 1830 года по предписанию генерала Емануеля установлена тумба-обелиск на вершине Машука в память о восхождении персидского принца[10]. На одном из первых планов Пятигорска, выполненном в 1830-х годах архитектором Иосифом Бернардацци, есть гравюра «Вид вершины Машука и Бештовой горы с окрестностями». Рядом «изъяснение»: «Вершина горы Машука, на которой в память проезда Его Высочества Персидского Принца Хозров-Мирзы в 1829 году поставлен каменный столб с собственноручным Его на оном написанием своего имени и разных стихов»…[2]. Памятный знак не сохранился.
- Перевод оды, сочинённой в Ст.-Петербурге Фазиль-Ханом-Шейда, поэтом принца Хозрева Мирзы, для поднесения государю императору. 1829 года // Подснежник на 1830 год. СПб., 1830. С. 49—53

## В искусстве
- Хозрев-Мирза выведен в качестве колоритного персонажа в повести Николая Гоголя «Нос» и в поставленной по ней опере «Нос» Дмитрия Шостаковича.

Потом пронесся слух, что не на Невском проспекте, а в Таврическом саду прогуливается нос майора Ковалева, что будто бы он давно уже там; что когда ещё проживал там Хозрев-Мирза, то очень удивлялся этой странной игре природы.
- Упоминается в 1-м абзаце повести Гоголя же «Портрет». Это позволяет датировать замысел произведения в соответствии с известными датами прибытия посольства[11].

Нигде не останавливалось столько народа, как перед картинною лавочкою на Щукином дворе. Эта лавочка представляла, точно, самое разнородное собрание диковинок: (…) вот их обыкновенные сюжеты. К этому нужно присовокупить несколько гравированных изображений: портрет Хозрева-Мирзы в бараньей шапке, портреты каких-то генералов в треугольных шляпах, с кривыми носами.
- Выведен в романе Тынянова «Смерть Вазир-Мухтара».

фильмы:
- Выведен в фильме «Русский ковчег».
- В сериале «Смерть Вазир-Мухтара. Любовь и жизнь Грибоедова» его играет Стэнли Красовицки.